# Польская операция НКВД

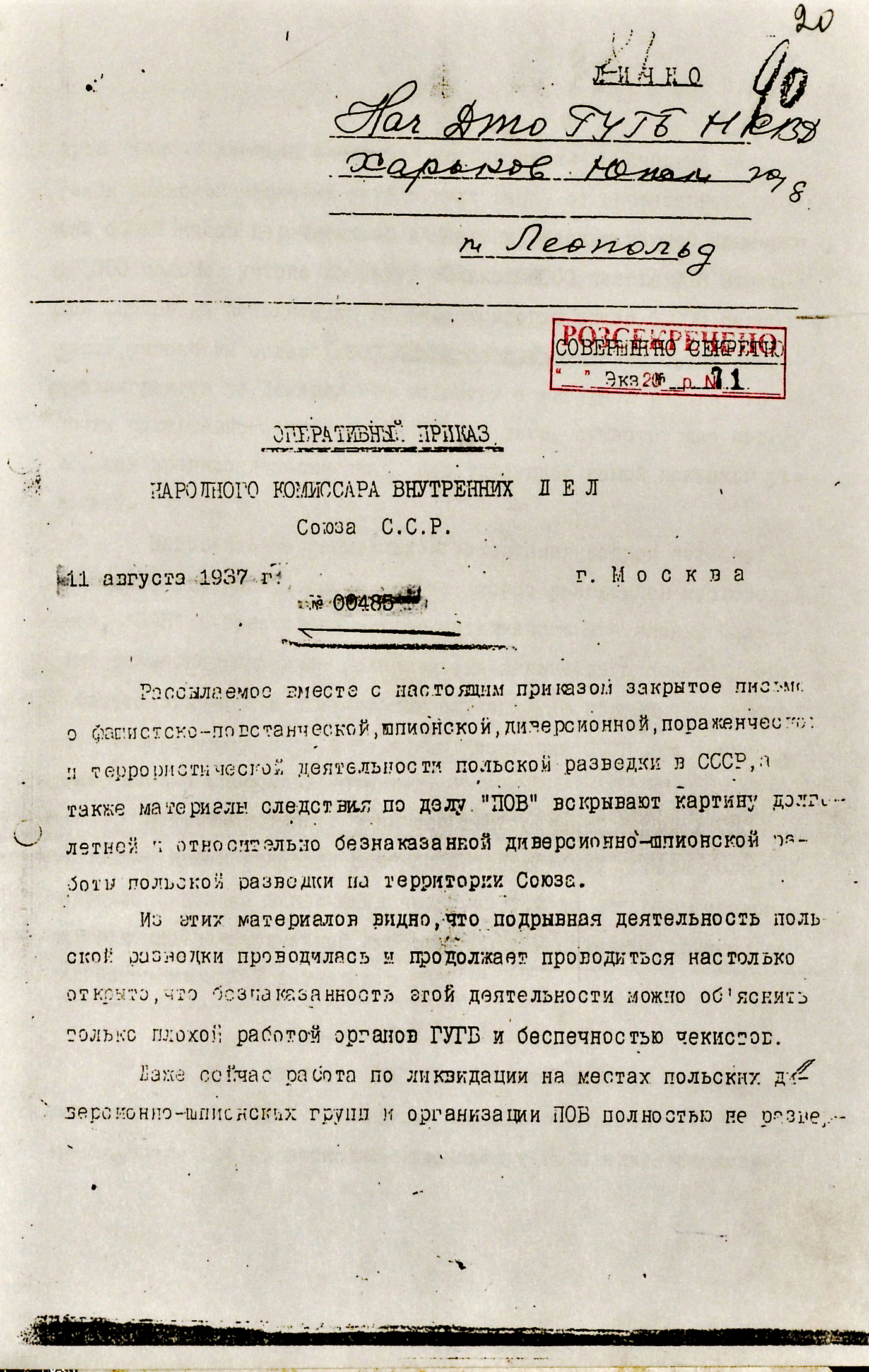
Приказ НКВД СССР № 00485

«Польская операция» НКВД (пол. Operacja polska NKWD) — массовая репрессивная акция НКВД СССР в отношении граждан польской национальности, проживающих в Советском Союзе. Поляки являлись не единственным народом, репрессированным по данной операции, кроме них также были немцы, русские, украинцы, белорусы, евреи. Осуществлялась в соответствии с приказом № 00485 от 11 августа 1937 в 1937—1938 годах и была составляющей политики т. н. Большого террора — периода, когда сталинские репрессии достигли своей наибольшей интенсивности. Согласно документам НКВД, было арестовано 143 810 человек, из них виновными признаны 139 835, 111 091 человек были приговорены к расстрелу, остальные же были отправлены в лагеря ГУЛАГа. «Польская операция» была крупнейшей в череде так называемых «национальных операций НКВД» в 1937—1938 годах. В заключении оказалось 16 % всех проживавших в СССР поляков.

## Предыстория
После окончания советско-польской войны 1920 года и обмена пленными, на территории СССР проживало примерно 1 100 000 — 1 200 000 поляков. Большинство из них (900 000—950 000) были жителями УССР и БССР; около 80 % составляли потомки крестьян, переселённых в ходе польской колонизации XVII—XVIII веков.
Серьёзная напряжённость между СССР и Польшей сохранялась на протяжении всех 1920-х и 1930-х годов. Во внешней политике СССР доминировало представление о «пролетарской крепости», осаждаемой империалистами. Польша в эти годы рассматривалась в Советском Союзе как потенциальный противник номер 1. В такой международной обстановке многие поляки стали удобными мишенями и пополнили собой список жертв «охоты на шпионов». За 1924—1929 годы имели место сотни эпизодов расстрелов, по обвинению в шпионаже в пользу Польши, часть из которых впоследствии не подтверждались.
В сентябре 1935 года в крупнейших городах СССР прошла волна арестов, призванных, согласно официальной версии, положить конец так называемой агентурной сети ПОВ (Польской организации войсковой). Одновременно с этой акцией началась ликвидация польской региональной автономии. Аресты функционеров НКВД польского происхождения начались в 1936—1937 годах и были частью Большого террора.

## Ход операции
Польская операция стала второй в серии национальных операций НКВД в предвоенные годы и оправдывалась страхом перед «пятой колонной». Подлежали аресту такие категории людей:
- члены Польской военной организации
- пленные польско-советской войны, оставшиеся в СССР
- польские иммигранты
- политические беженцы из Польши (преимущественно члены коммунистической партии Польши)
- члены польской социалистической партии и других некоммунистических польских партий
- активисты польского национального движения

Оперативный приказ НКВД СССР № 00485 от 11 августа 1937 года о начале «польской» операции содержал главные положения, которые легли в основу последующих аналогичных приказов по «национальным» линиям. Преамбула подобных приказов состояла из утверждений об активизации на территории СССР деятельности разведорганов соответствующей страны и перерастании этой деятельности на современном этапе из разведывательной в диверсионно-террористическую и повстанческую.
Начало операции по обезвреживанию польского элемента было назначено на 20 августа 1937 года. На «зачистку» отводилось ровно три месяца.
Приказ предусматривал внесудебное решение дел арестованных по спискам с кратким изложением сути обвинения. «Все арестованные по мере выявления их виновности в процессе следствия» подлежали подразделению на две категории:
- к первой относились «все шпионские, диверсионные, вредительские и повстанческие кадры польской разведки», подлежавшие расстрелу;
- ко второй категории — «менее активные из них», подлежавшие заключению в тюрьмы и лагеря, сроком от 5 до 10 лет

Первые три недели «польской операции» принесли ощутимый результат. Народный комиссар внутренних дел СССР Николай Ежов в своём рапорте Сталину информировал о выявлении более 23 тысяч «польских шпионов», приводил данные, относящиеся к арестованным, которые признали свою вину. В Москве это сделал каждый пятый взятый под стражу, на Украине — каждый седьмой, а в Ленинграде — каждый третий. Эти данные не были, конечно же, связаны с настоящим присутствием польской агентуры в отдельных районах страны, а с методами, избранными для того, чтобы вынудить арестованных признать свою вину. Там, где сотрудники НКВД без колебания использовали безжалостные средства физического насилия, там процент людей, признающих свою вину, был выше.
В рапорте Ежов представил Советский Союз как страну, нашпигованную польскими шпионами, диверсантами и врагами. Он утверждал, что польские шпионы находятся на ключевых предприятиях военной промышленности, что разведчики II отдела Генерального штаба Войска Польского регулярно информируют Варшаву об оборонном потенциале СССР, что многочисленные структуры фиктивной Польской военной организации разбросаны по территории всей страны, изменники есть в рядах Красной Армии и даже НКВД.
Большинство жертв «польской операции» НКВД — поляки, но среди репрессированных были также евреи и представители других национальных и этнических групп, проживавших на территории СССР. Кроме того, в соответствии с приказом № 00486 от 15 августа 1937 г., изданным также Николаем Ежовым, были репрессированы жены и дети осуждённых «шпионов».
По состоянию на 10 сентября 1938 года было осуждено 103 489 чел., в том числе приговорено к расстрелу 84 471 чел, а всего согласно исследованиям российского правозащитного общества Мемориал, с 25 августа 1937 года по 15 ноября 1938 года было:
- арестовано — 143 810 человек;
- из них виновными признаны — 139 835;
- приговорены к расстрелу — 111 091 человек;
- 10 лет заключения в лагере — 25 967 человек;
- от 5 до 8 годов заключения в лагере — 2224 человека;
- 3 года заключения в лагере — 153 человека;
- ссылка или депортация — 400 человек (после окончания «польской операции» это часто обозначало освобождение и пребывание под постоянным милицейским надзором).

Из этого числа за 3 месяца, сентябрь-ноябрь 1938 года, особыми тройками было осуждено 36 768 человек. Из них поляков — 20 147, белорусов — 5215, украинцев — 4991, русских — 3235, евреев — 1122, немцев — 490 человек. Дела 3995 человек были повторно переданы в следственные органы с распоряжением проведения дополнительного следствия. Оправдано было всего лишь 40 человек. Эти цифры вполне подтверждают тезис о том, что отождествлять понятия «поляки» и «польская операция» было бы ошибочно. 16 мая 1938 года НКВД СССР приказал местным органам включать в свои отчёты данные о национальном составе арестованных.
«Польская операция» также привела к ликвидации Коммунистической партии Польши, обвинённой Сталиным в троцкизме и измене. Коммунистическая партия Польши была единственной компартией, входящей в Коммунистический интернационал, которая была формально распущена Коминтерном. В СССР были расстреляны почти все пребывающие на его территории польские коммунисты, во главе с генеральным секретарём партии Юлианом Лещинским-Ленским. Среди польских жертв Большого террора количество польских коммунистов составляло около 3,5 %.
В частности, жертвами операции стало практически всё взрослое мужское население (около 100 человек) села Белосток в Томской области, основанного польскими ссыльными.
По мнению Бартошека Карела поляки составили 10 % от общего числа жертв Большого террора и примерно 40 % всех погибших в ходе операций, направленных против национальных меньшинств. Он считает, что речь идёт о минимальных показателях, поскольку тысячи поляков Украины и Белоруссии были высланы независимо от «польской операции».
По данным польского историка Хенрика Глембоцкого, число жертв доходит до 200 тысяч (по его мнению они все являются этническими поляками), потому что некоторых расстреливали в рамках других операций Большого террора, например, как кулаков. Другие погибали в транспорте во время депортаций в Казахстан и Сибирь (Депортация поляков) или умирали в ГУЛАГе.
По мнению историка Майкла Эллмана «польская операция» НКВД может квалифицироваться как геноцид, в соответствии с определением, установленным Конвенцией ООН.

## Память
14 июля 2009 года Сейм Польши принял решение о почтении памяти поляков, репрессированных НКВД в 1937—1939 годах, и выразил благодарность организации «Мемориал», а также российским и украинским историкам, поддерживающим память о совершённых НКВД преступлениях против поляков.